# Старий Хвалім
Старий Хвалім (пол. Stary Chwalim) — село в Польщі, у гміні Барвиці Щецинецького повіту Західнопоморського воєводства.
Населення — 711 осіб (2011).

## Демографія
Демографічна структура станом на 31 березня 2011 року:
|          | Загалом | Допрацездатний вік | Працездатний вік | Постпрацездатний вік |
| -------- | ------- | ------------------ | ---------------- | -------------------- |
| Чоловіки | 347     | 80                 | 245              | 22                   |
| Жінки    | 364     | 90                 | 201              | 73                   |
| Разом    | 711     | 170                | 446              | 95                   |